# 변산서중학교
변산서중학교(邊山西中學校)는 대한민국 전북특별자치도 부안군 변산면 운산리에 있는 사립 중학교이다.

## 학교 연혁
- 1970년 3월 16일 : 운산중학교 6학급 설립인가, 개교
- 2008년 9월 8일 : 제6대 이영수 이사장 취임
- 2009년 10월 26일 : 학교법인 서연학원으로 법인명 변경
- 2020년 3월 1일 : 자율학교, 혁신학교 재지정(~2023년 2월 28일)
- 2022년 3월 1일 : 제9대 강도홍 교장 취임
- 2023년 3월 1일 : 자율학교, 혁신 + 학교 재지정 (~ 2026년 2월 28일)
- 2024년 2월 7일 : 제52회 졸업 24명 (총 졸업생 6,281명)

## 참고 자료
- 변산서중학교 - 한국교육학술정보원 학교알리미